# Tibikoia sanctaecrucensis
Tibikoia sanctaecrucensis är en ringmaskart som beskrevs av Baluk, Radwanski in Baluk, Radwanski och Johann Friedrich Carl Grimm 1979. Tibikoia sanctaecrucensis ingår i släktet Tibikoia, klassen havsborstmaskar, fylumet ringmaskar och riket djur. Inga underarter finns listade i Catalogue of Life.